# لئونارد کارمیچال
لئونارد کارمیچال (انگلیسی: Leonard Carmichael؛ ۹ نوامبر ۱۸۹۸ – ۱۶ سپتامبر ۱۹۷۳) سیاست‌مدار اهل ایالات متحده آمریکا و از برندگان جایزه آکادمی ملی علوم بود.